# Leucophanes octoblepharioides
Leucophanes octoblepharioides är en bladmossart som beskrevs av Bridel 1827. Leucophanes octoblepharioides ingår i släktet Leucophanes och familjen Calymperaceae. Inga underarter finns listade i Catalogue of Life.